# Limosina manicata
Limosina manicata är en tvåvingeart som först beskrevs av Richards 1927.  Limosina manicata ingår i släktet Limosina och familjen hoppflugor. Inga underarter finns listade i Catalogue of Life.